# Uchuu Taitei God Sigma
Space Emperor God Σ (яп. 宇宙大帝ゴッドΣ Утю Тайтэй Годдо Сигума, Космический император-бог Сигма) — японский аниме-сериал, выпущенный студией Toei Animation. Транслировался по телеканалу Tokyo 12 Channel с 19 марта 1980 года по 25 марта 1981 года. Всего выпущено 50 серий аниме. Сериал был дублирован на итальянском языке.

## Сюжет
До 2050 года человеческая цивилизация развивалась мирно и сумела достичь высокого уровня в технологии и науке. Несмотря на это, над Землёй навис энергетический кризис из-за перенаселения. Профессор Кадзами в своей лаборатории, расположенной посреди океана, разрабатывает устройство с неиссякаемым источником энергии, известное как «тройная энергия», для исследований в космосе.
Тем временем об изобретении узнаёт инопланетная империя Хельда и с целью заполучить такую силу отправляет армию для вторжения на Землю. Они уничтожают человеческую колонию на планете Ио, тем самым развязав войну. Профессор Кадзами пристраивает к своим роботам трёх пилотов: помощника Гилиана Ногути и двух подростков, бежавших из Ио — Тосию Дана и Киракэна Кэнсаку. Борьба между Хельдианцами длилась долго, но в конце концов инопланетяне потерпели серьёзное поражение, потеряв целый фортпост. В результате хельдианцы отправляются в прошлое, чтобы предотвратить атаку самих себя.
В параллельной временной линии хельдианцы (в 33 серии) снова делают попытку атаковать Землю, и при этом применяя больше силы и террора, однако робот-сигма одерживает над ними очередную победу и восстанавливает мир на Земле.

## Интересные факты
3 робота: Каймэйё (правая нога), Курайё, (туловище) и Рикусинъё (левая нога) соединяются с супер-робота Бог Σ, который имеет высоту 66 метров и весит примерно 1200 тон.

## Роли озвучивали
- Кэй Томияма — Тосия Дан
- Хидэюки Танака — Робел
- Кадзухико Иноуэ — Ханнаа
- Китон Ямада — Мэйса
- Кэнъити Огата — Мартино
- Кёсэй Томита — профессор Кадзами
- Кумико Такидзава — Риэ Харухи
- Микио Тэрасима — Гаган
- Норико Охара — командир Тэрару